# Betahydroxisyra

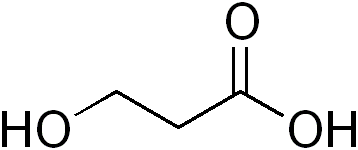
3-Hydroxipropansyra, en betahydroxisyra

Betahydroxisyror, BHA, är en ämnesklass (en grupp organiska föreningar) som kännetecknas av att de innehåller en karboxylgrupp och en hydroxylgrupp skilda av två kolatomer. De är nära besläktade med alfahydroxisyrorna, där de båda grupperna skiljs åt av en kolatom.
Inom kosmetiken syftar termen mer specifikt på salicylsyra som används som "antiåldringsmedel".